# Dresdner Sportclub 1898 2000-2001
Questa voce raccoglie le informazioni riguardanti il Dresdner Sportclub 1898 nelle competizioni ufficiali della stagione 2000-2001.

## Stagione
Nella stagione 2000-2001 il Dresdner, allenato da Matthias Schulz e Hans-Jürgen Kreische, concluse il campionato di Regionalliga nord al 9º posto.

## Rosa
| N. |                     | Ruolo | Calciatore         |
| -- | ------------------- | ----- | ------------------ |
| 1  | Germania (bandiera) | P     | René Groß          |
| 2  | Germania (bandiera) | D     | Frank Baldauf      |
| 3  | Germania (bandiera) | D     | Andreas Diebitz    |
| 4  | Germania (bandiera) | D     | Thomas Boden       |
| 5  | Germania (bandiera) | D     | Thomas Hoßmang     |
| 6  | Germania (bandiera) | A     | Thomas Schmidt     |
| 7  | Germania (bandiera) | C     | Peter-Paul Petzold |
| 8  | Croazia (bandiera)  | C     | Nikica Maglica     |
| 9  | Germania (bandiera) | C     | Sven Ratke         |
| 10 | Croazia (bandiera)  | A     | Boris Lucic        |
| 11 | Germania (bandiera) | C     | Ronald Schmidt     |
| 12 | Germania (bandiera) | P     | Thomas Weidner     |

| N. |                      | Ruolo | Calciatore       |
| -- | -------------------- | ----- | ---------------- |
| 13 | Germania (bandiera)  | D     | Knut Michael     |
| 14 | Germania (bandiera)  | A     | Rocco Milde      |
| 15 | Germania (bandiera)  | A     | Alexander Gleis  |
| 16 | Germania (bandiera)  | A     | Hendryk Lau      |
| 17 | Germania (bandiera)  | C     | Tino Wächtler    |
| 18 | Germania (bandiera)  | C     | Ronald Hamel     |
| 19 | Germania (bandiera)  | C     | René Beuchel     |
| 20 | Argentina (bandiera) | D     | Fernando Cassano |
| 22 | Germania (bandiera)  | D     | Ronny Ernst      |
| 24 | Argentina (bandiera) | C     | Sergio Bustos    |
| 32 | Germania (bandiera)  | P     | Roger Schöne     |

## Organigramma societario
Area tecnica
- Allenatore: Hans-Jürgen Kreische
- Allenatore in seconda: Karsten Petersohn
- Preparatore dei portieri:
- Preparatori atletici:
- Analisi video:

## Calciomercato

### Sessione estiva
| Acquisti | Acquisti           | Acquisti         | Acquisti |
| R.       | Nome               | da               | Modalità |
| -------- | ------------------ | ---------------- | -------- |
| D        | Ronny Ernst        | Waldhof Mannheim |          |
| A        | Hendryk Lau        | Babelsberg       |          |
| A        | Boris Lucic        | Sachsen Lipsia   |          |
| C        | Peter-Paul Petzold | Borea Dresda U19 |          |

| Cessioni | Cessioni              | Cessioni           | Cessioni |
| R.       | Nome                  | a                  | Modalità |
| -------- | --------------------- | ------------------ | -------- |
| A        | Sergio German Sánchez | Defensa y Justicia |          |

### Sessione invernale
| Acquisti | Acquisti | Acquisti | Acquisti |
| R.       | Nome     | da       | Modalità |
| -------- | -------- | -------- | -------- |

| Cessioni | Cessioni | Cessioni | Cessioni |
| R.       | Nome     | a        | Modalità |
| -------- | -------- | -------- | -------- |

## Risultati

### Regionalliga nord

#### Girone di andata
| Lipsia 29 luglio 2000, ore 14:00 CEST 1ª giornata | Sachsen Lipsia | 0 – 0 referto | Dresdner SC | Alfred-Kunze-Sportpark (6 781 spett.)\| Arbitro: \| Beitzel \| |
| Arbitro:                                          | Beitzel        |               |             |                                                                |

| Arbitro: | Aust |

|  |           |                      |
|  | Marcatori | 4’ Tomoski 53’ Kunze |

| Colonia 12 agosto 2000, ore 14:00 CEST 3ª giornata | Fortuna Colonia | 0 – 0 referto | Dresdner SC | Südstadion (1 219 spett.)\| Arbitro: \| Frank \| |
| Arbitro:                                           | Frank           |               |             |                                                  |

| Arbitro: | Wegener-Gärtner |

|                             |           |  |
| Ratke 18’ Milde 42’ Lau 75’ | Marcatori |  |

| Arbitro: | Schriever |

|                                           |           |  |
| Küsters 29’ Leśniak 45’, 54’ Castilla 73’ | Marcatori |  |

| Arbitro: | Hahne |

|            |           |  |
| Schmidt 3’ | Marcatori |  |

| Arbitro: | Meiwes |

|                          |           |            |
| Krösche 45’ Harttgen 82’ | Marcatori | 90’ Bustos |

| Dresda 16 settembre 2000, ore 14:00 CEST 8ª giornata | Dresdner SC | 0 – 0 referto | Borussia Dortmund II | Heinz-Steyer-Stadion (1 338 spett.)\| Arbitro: \| Fleske \| |
| Arbitro:                                             | Fleske      |               |                      |                                                             |

| Arbitro: | Grudzinski |

|                 |           |            |
| John 53’ (rig.) | Marcatori | 6’ Schmidt |

| 29 settembre 2000 10ª giornata |  | – turno di riposo |  |  |

| Arbitro: | Koop |

|                                              |           |                |
| Milde 5’ Bustos 61’ Wächtler 67’ Schmidt 81’ | Marcatori | 27’ Hirschlein |

| Arbitro: | Müller |

|  |           |             |
|  | Marcatori | 39’ Beuchel |

| Arbitro: | Meyer |

|                                         |           |                     |
| Schmidt 33’ Diebitz 45’ Bustos 62’, 67’ | Marcatori | 77’ (rig.) Teixeira |

| Arbitro: | Soltow |

|            |           |  |
| Homola 12’ | Marcatori |  |

| Arbitro: | Perschke |

|               |           |          |
| Milde 7’, 56’ | Marcatori | 16’ Rose |

| Arbitro: | Meiwes |

|                           |           |  |
| Balcárek 29’ Đurković 60’ | Marcatori |  |

| Arbitro: | Marks |

|             |           |            |
| Maglica 32’ | Marcatori | 76’ Ebbers |

| Arbitro: | Jung |

|                                                    |           |           |
| Endres 44’ Falk 52’ Eigner 59’ Schiller 89’ (rig.) | Marcatori | 90’ Lucic |

| Arbitro: | Hennecke |

|                          |           |  |
| Milde 38’, 59’ Boden 69’ | Marcatori |  |

#### Girone di ritorno
| Arbitro: | Fröhlich |

|           |           |          |
| Milde 19’ | Marcatori | 28’ Klee |

| Arbitro: | Reimer |

|           |           |                     |
| Kunze 55’ | Marcatori | 52’ Milde 85’ Gleis |

| Arbitro: | Soltow |

|                     |           |                       |
| Lau 34’ Schmidt 78’ | Marcatori | 22’ (rig.) Schuchardt |

| Arbitro: | Hielscher |

|                               |           |         |
| Küntzel 59’ Chałaśkiewicz 72’ | Marcatori | 17’ Lau |

| Arbitro: | Jauch |

|  |           |                             |
|  | Marcatori | 63’ Leśniak 70’ Przondziono |

| Arbitro: | Späker |

|          |           |  |
| Marin 5’ | Marcatori |  |

| Arbitro: | Schriever |

|           |           |           |
| Milde 61’ | Marcatori | 3’ Rolfes |

| Arbitro: | Hielscher |

|  |           |             |
|  | Marcatori | 15’ Diebitz |

| Arbitro: | Häcker |

|             |           |  |
| Schmidt 38’ | Marcatori |  |

| 31 marzo 2001 29ª giornata |  | – turno di riposo |  |  |

| Arbitro: | Scheppe |

|                      |           |         |
| Wolf 66’ Polunin 90’ | Marcatori | 44’ Lau |

| Arbitro: | Thomßen |

|           |           |                                           |
| Boden 23’ | Marcatori | 22’ Milde 26’ Schriewersmann 88’ Rogowski |

| Arbitro: | Grabanowski |

|  |           |           |
|  | Marcatori | 56’ Lucic |

| Arbitro: | Otte |

|           |           |                 |
| Ratke 70’ | Marcatori | 61’ Vysniauskas |

| Arbitro: | Jung |

|                                   |           |           |
| Baich 12’, 77’ Scharping 57’, 62’ | Marcatori | 83’ Ratke |

| Dresda 17 maggio 2001, ore 19:30 CEST 35ª giornata | Dresdner SC | 0 – 0 referto | Union Berlino | Heinz-Steyer-Stadion (2 388 spett.)\| Arbitro: \| Scheppe \| |
| Arbitro:                                           | Scheppe     |               |               |                                                              |

| Arbitro: | Kreyer |

|              |           |  |
| Kempkens 61’ | Marcatori |  |

| Arbitro: | Koop |

|                   |           |  |
| Eigner 20’ (aut.) | Marcatori |  |

| Arbitro: | Schriever |

|               |           |                      |
| Jovanović 19’ | Marcatori | 89’ (aut.) Kraljevic |

## Statistiche

### Statistiche di squadra
| Competizione      | Punti | In casa | In casa | In casa | In casa | In casa | In casa | In trasferta | In trasferta | In trasferta | In trasferta | In trasferta | In trasferta | Totale | Totale | Totale | Totale | Totale | Totale | DR |
| Competizione      | Punti | G       | V       | N       | P       | Gf      | Gs      | G            | V            | N            | P            | Gf           | Gs           | G      | V      | N      | P      | Gf     | Gs     | DR |
| ----------------- | ----- | ------- | ------- | ------- | ------- | ------- | ------- | ------------ | ------------ | ------------ | ------------ | ------------ | ------------ | ------ | ------ | ------ | ------ | ------ | ------ | -- |
| Regionalliga nord | 49    | 18      | 9       | 6       | 3       | 26      | 15      | 18           | 4            | 4            | 10           | 12           | 26           | 36     | 13     | 10     | 13     | 38     | 41     | -3 |
| Totale            | 49    | 18      | 9       | 6       | 3       | 26      | 15      | 18           | 4            | 4            | 10           | 12           | 26           | 36     | 13     | 10     | 13     | 38     | 41     | -3 |

### Andamento in campionato
| Giornata  | 1  | 2  | 3  | 4  | 5  | 6  | 7  | 8  | 9  | 10 | 11 | 12 | 13 | 14 | 15 | 16 | 17 | 18 | 19 | 20 | 21 | 22 | 23 | 24 | 25 | 26 | 27 | 28 | 29 | 30 | 31 | 32 | 33 | 34 | 35 | 36 | 37 | 38 |
| --------- | -- | -- | -- | -- | -- | -- | -- | -- | -- | -- | -- | -- | -- | -- | -- | -- | -- | -- | -- | -- | -- | -- | -- | -- | -- | -- | -- | -- | -- | -- | -- | -- | -- | -- | -- | -- | -- | -- |
| Luogo     | T  | C  | T  | C  | T  | C  | T  | C  | T  |    | C  | T  | C  | T  | C  | T  | C  | T  | C  | C  | T  | C  | T  | C  | T  | C  | T  | C  |    | T  | C  | T  | C  | T  | C  | T  | C  | T  |
| Risultato | N  | P  | N  | V  | P  | V  | P  | N  | N  |    | V  | V  | V  | P  | V  | P  | N  | P  | V  | N  | V  | V  | P  | P  | P  | N  | V  | V  |    | P  | P  | V  | N  | P  | N  | P  | V  | N  |
| Posizione | 10 | 16 | 15 | 10 | 13 | 11 | 13 | 13 | 13 | 14 | 13 | 9  | 9  | 9  | 7  | 8  | 10 | 11 | 10 | 10 | 8  | 7  | 7  | 7  | 8  | 9  | 8  | 8  | 8  | 9  | 10 | 10 | 9  | 10 | 10 | 12 | 9  | 9  |

Legenda:

Luogo: C = Casa; T = Trasferta. Risultato: V = Vittoria; N = Pareggio; P = Sconfitta.

### Statistiche dei giocatori
| F. Baldauf  | 16 | 0 | 3  | 0 |
| R. Beuchel  | 27 | 1 | 8  | 0 |
| T. Boden    | 19 | 2 | 3  | 0 |
| S. Bustos   | 21 | 4 | 5  | 0 |
| F. Cassano  | 25 | 0 | 10 | 1 |
| A. Diebitz  | 20 | 2 | 5  | 0 |
| R. Ernst    | 20 | 0 | 2  | 0 |
| A. Gleis    | 18 | 1 | 1  | 0 |
| R. Groß     | 35 | 0 | 0  | 1 |
| R. Hamel    | 9  | 0 | 1  | 0 |
| T. Hoßmang  | 36 | 0 | 11 | 0 |
| H. Lau      | 21 | 4 | 5  | 1 |
| B. Lucic    | 20 | 2 | 3  | 1 |
| N. Maglica  | 28 | 1 | 3  | 1 |
| K. Michael  | 31 | 0 | 9  | 0 |
| R. Milde    | 31 | 9 | 8  | 1 |
| P. Petzold  | 2  | 0 | 0  | 0 |
| S. Ratke    | 25 | 3 | 10 | 1 |
| R. Schmidt  | 30 | 2 | 7  | 1 |
| T. Schmidt  | 29 | 4 | 3  | 1 |
| R. Schöne   | 1  | 0 | 0  | 0 |
| T. Weidner  | 1  | 0 | 0  | 0 |
| T. Wächtler | 23 | 1 | 3  | 0 |